# Obrona Pragi
Obrona Pragi (zwyczajowo rzeź Pragi) – ostatnie starcie zbrojne insurekcji kościuszkowskiej, a zarazem ostatnia bitwa Rzeczypospolitej Obojga Narodów, stoczona w obronie Warszawy 4 listopada 1794 roku.
Warszawska Praga była w okresie insurekcji kościuszkowskiej strategicznym punktem obrony miasta przed atakującymi od wschodu wojskami rosyjskimi. Siły nacierające pod dowództwem Aleksandra Suworowa liczyły ok. 23 tys. żołnierzy i 104 armaty, podczas gdy obrońcy, dowodzeni przez gen. Józefa Zajączka, mogli wystawić ok. 13 tys. ludzi, rozmieszczonych wzdłuż fortyfikacji przygotowanych pod kierunkiem inżyniera Jana Bakałowicza.

## Przebieg bitwy

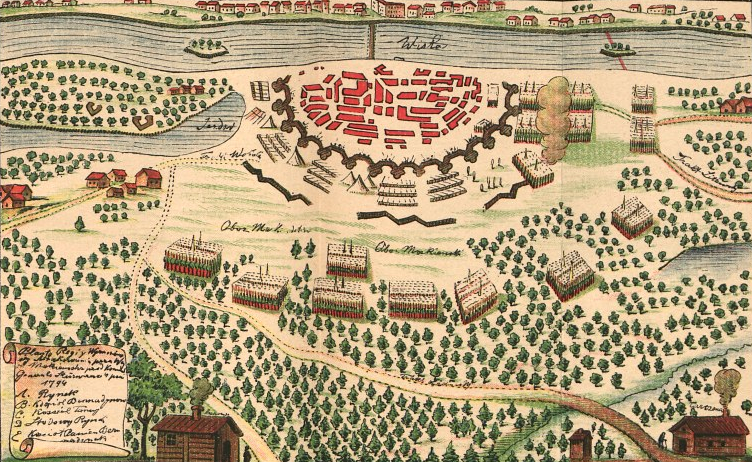
Plan rosyjskiego ataku na Pragę

Po zwycięstwie Rosji w bitwie pod Maciejowicami i wzięciu do niewoli Tadeusza Kościuszki Rosjanie porzucili myśl o rozłożeniu się na leże zimowe i ruszyli w kierunku Warszawy. Uczynili to niemal jednocześnie Suworow i Iwan Fersen. Obronę Warszawy przygotowywał nowy naczelnik powstania Tomasz Wawrzecki, który zamierzał oddać Pragę bez walki i bronić się na linii Wisły.
Przybyły z udanej wyprawy do Wielkopolski Jan Henryk Dąbrowski zaproponował, by w ogóle porzucić Warszawę i przenieść się za Bzurę, na obszar zaboru pruskiego, gdzie wojska polskie mogłyby się rozłożyć na leże zimowe. Wydłużyłoby to powstanie i jednocześnie sprawiłoby wiele kłopotów drugiemu z zaborców – Prusom. Ponadto posunięcie takie znacznie wydłużyłoby linie komunikacyjne wojsk rosyjskich.
Całkowicie odmienne zdanie miał Ignacy Potocki, który optował za stoczeniem walnej bitwy na przedpolach Pragi.
Ostatecznie zdecydowano bronić Pragi, a naczelne dowództwo powierzono Józefowi Zajączkowi. Przystąpiono do sypania szańców, które ze względu na wykorzystanie powszechnego w tym rejonie piasku nie stanowiły mocnego oparcia dla działań obronnych. Sprawę pogorszyło ponadto złe rozplanowanie fortyfikacji, które były przesadnie rozciągnięte. Słabej jakości umocnienia obsadziły wojska litewskie w sile 13 600 żołnierzy i 43 baterie mające łącznie 104 działa. Były to wojska słabo wyszkolone i zaopatrzone, a do tego zdemoralizowane ciągłym odwrotem z Litwy. W tym czasie najlepsze jednostki stały nad Bzurą, by obserwować Prusaków.
Idący w kierunku Pragi Suworow 26 października rozbił pod Kobyłką straż tylną cofającego się z Litwy generała Stanisława Mokronowskiego. Zdobył 9 dział, a dowódców wziął do niewoli.
W centrum obrony Pragi dowodził Józef Zajączek, lewym skrzydłem Jakub Jasiński, a prawym skrzydłem Władysław Jabłonowski. Rosjanie przybyli pod Pragę 2 listopada i przystąpili do działań pozorujących przygotowanie do oblężenia. Wojska rosyjskie rozłożyły się między Białołęką a Grochowem. Już 3 listopada baterie rosyjskie otworzyły ogień. Energicznie działający Suworow nie zamierzał tracić czasu na oblężenie, czego spodziewało się polskie dowództwo, lecz właściwie oceniając słabą pozycję wojsk Rzeczypospolitej, postanowił opanować Pragę jednym szturmem.
O świcie (5 rano) 4 listopada 1794 Rosjanie uformowani w siedem kolumn rozpoczęli niespodziewany szturm na sypkie szańce Pragi, kierując główny impet uderzenia na północną część umocnień, bronioną przez oddziały dowodzone przez gen. Jakuba Jasińskiego. Po krótkotrwałej zaciętej walce Rosjanie przerwali umocnienia i rozpoczęli marsz w kierunku jedynego mostu łyżwowego łączącego Pragę z lewobrzeżną Warszawą. Pułk Lekkokonny Starozakonny dowodzony przez Berka Joselewicza został rozbity, większość żołnierzy poległa.
Cała walka, pomimo zaciekłego oporu Polaków, trwała ok. 4 godzin. Lekko raniony w rękę już na początku bitwy Zajączek, który przedwcześnie wycofał się na lewy brzeg Wisły, zniszczył most. W bitwie zginęło 6000 żołnierzy, generał Paweł Jerzy Grabowski, poseł na Sejm Wielki Tadeusz Korsak oraz na lewym skrzydle, broniący do końca swej  reduty zwanej „Zwierzyniec”, generał Jasiński.

## Rzeź Pragi

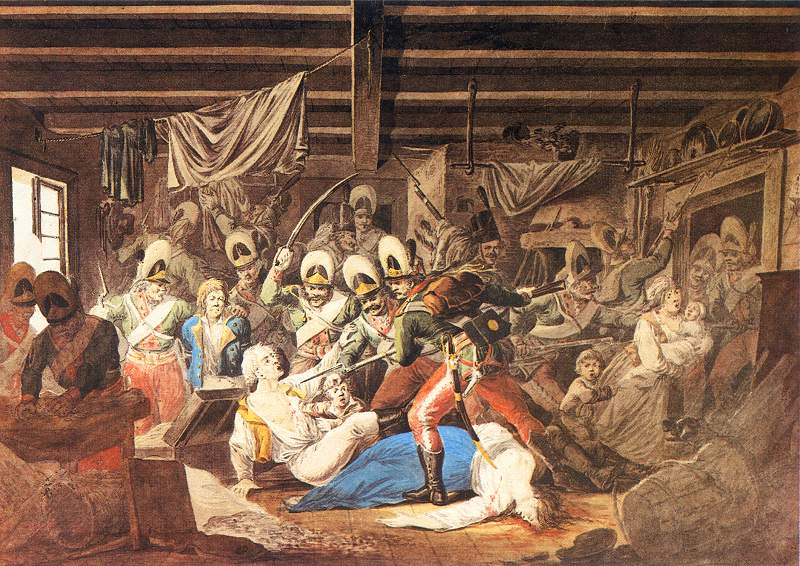
Rzeź Pragi, Aleksander Orłowski

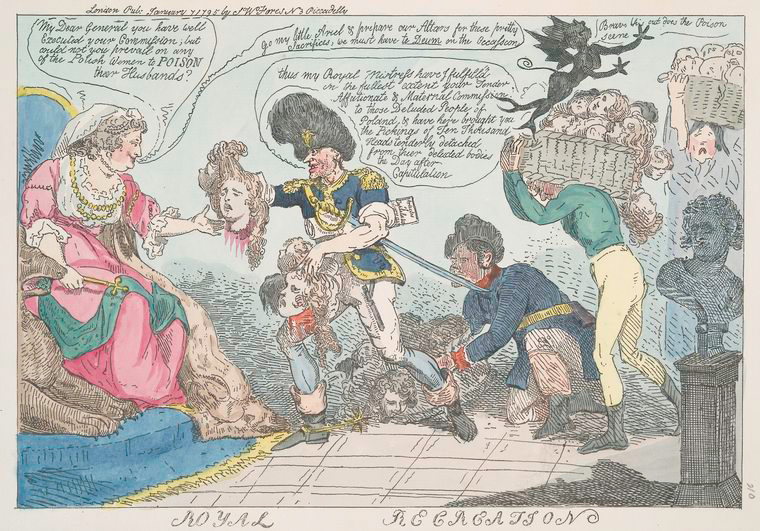
Angielska karykatura z 1795 roku poświęcona rzezi na Pradze

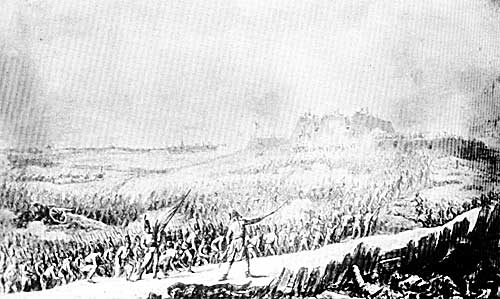
Aleksander Orłowski, Rzeź Pragi (1800-1802)

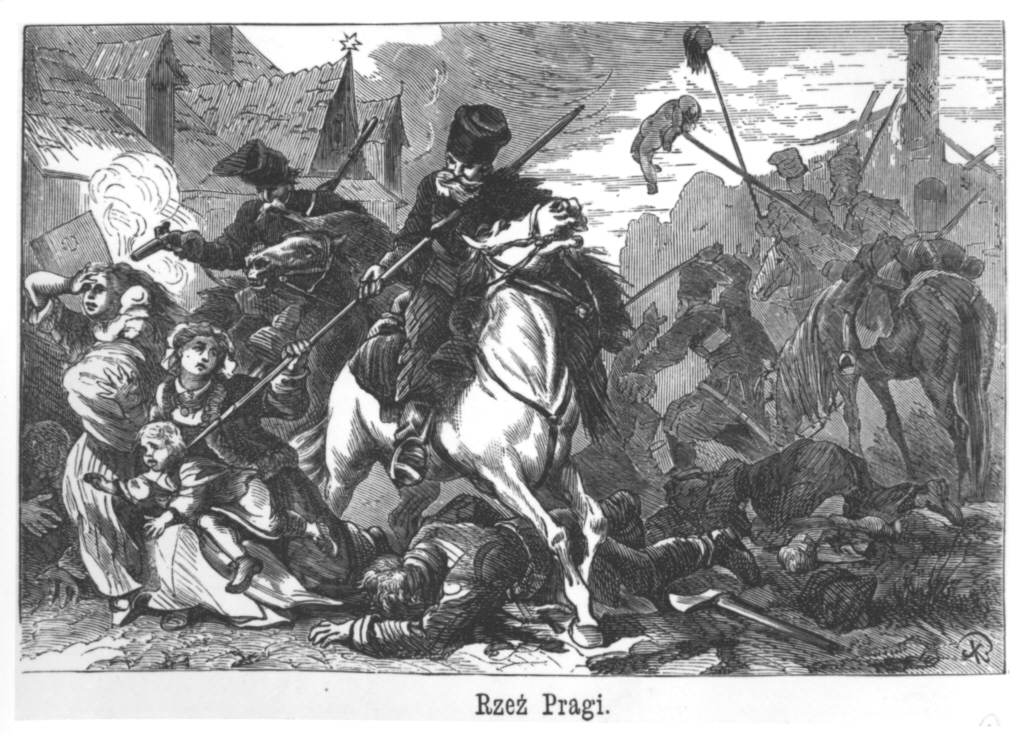
Rzeź Pragi – drzeworyt XIX w. według Juliusza Kossaka

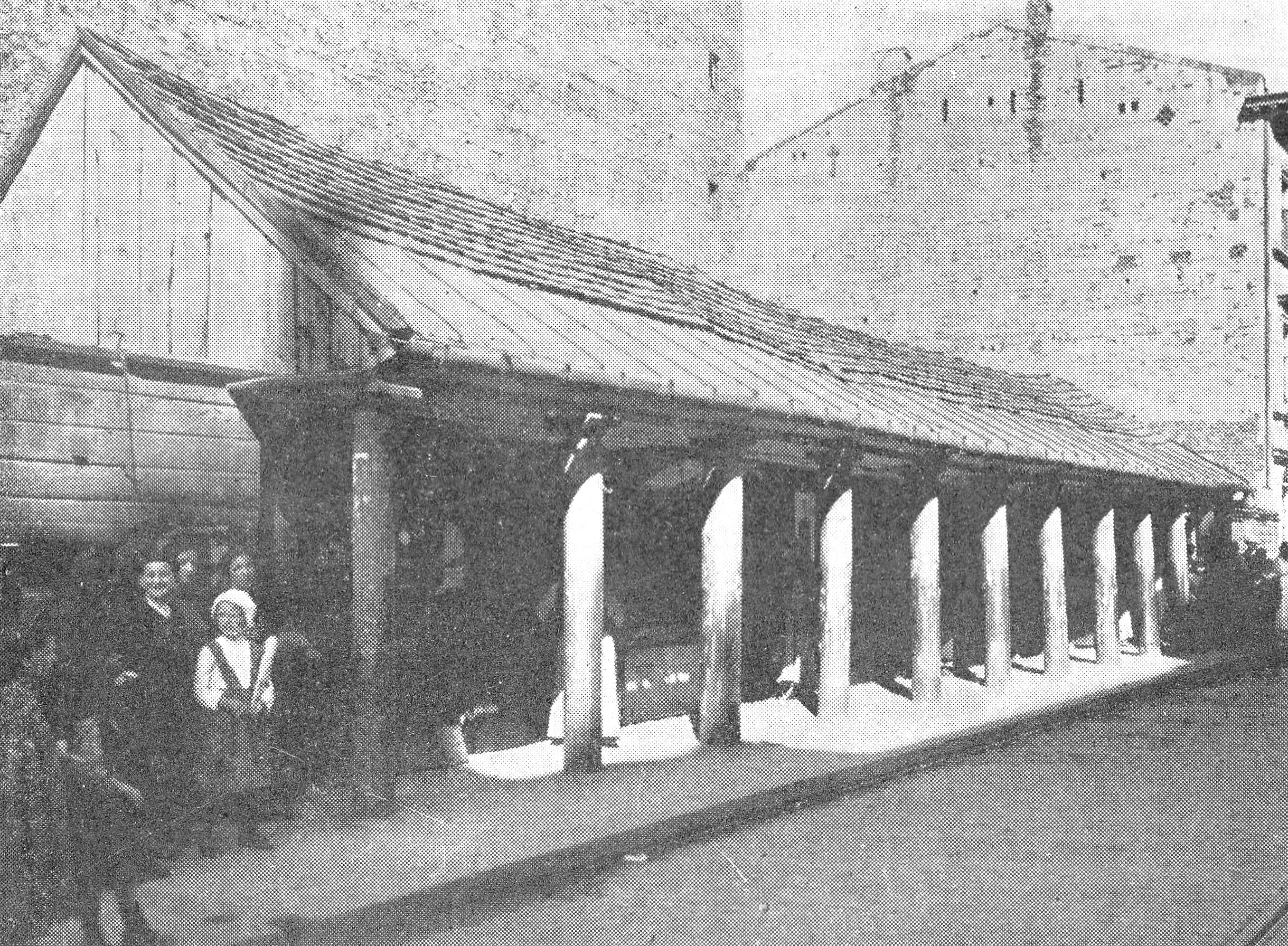
Nieistniejący obecnie dom na rogu ulic Targowej i Ząbkowskiej, gdzie według tradycji podczas rzezi Pragi miał przebywać Aleksandr Suworow

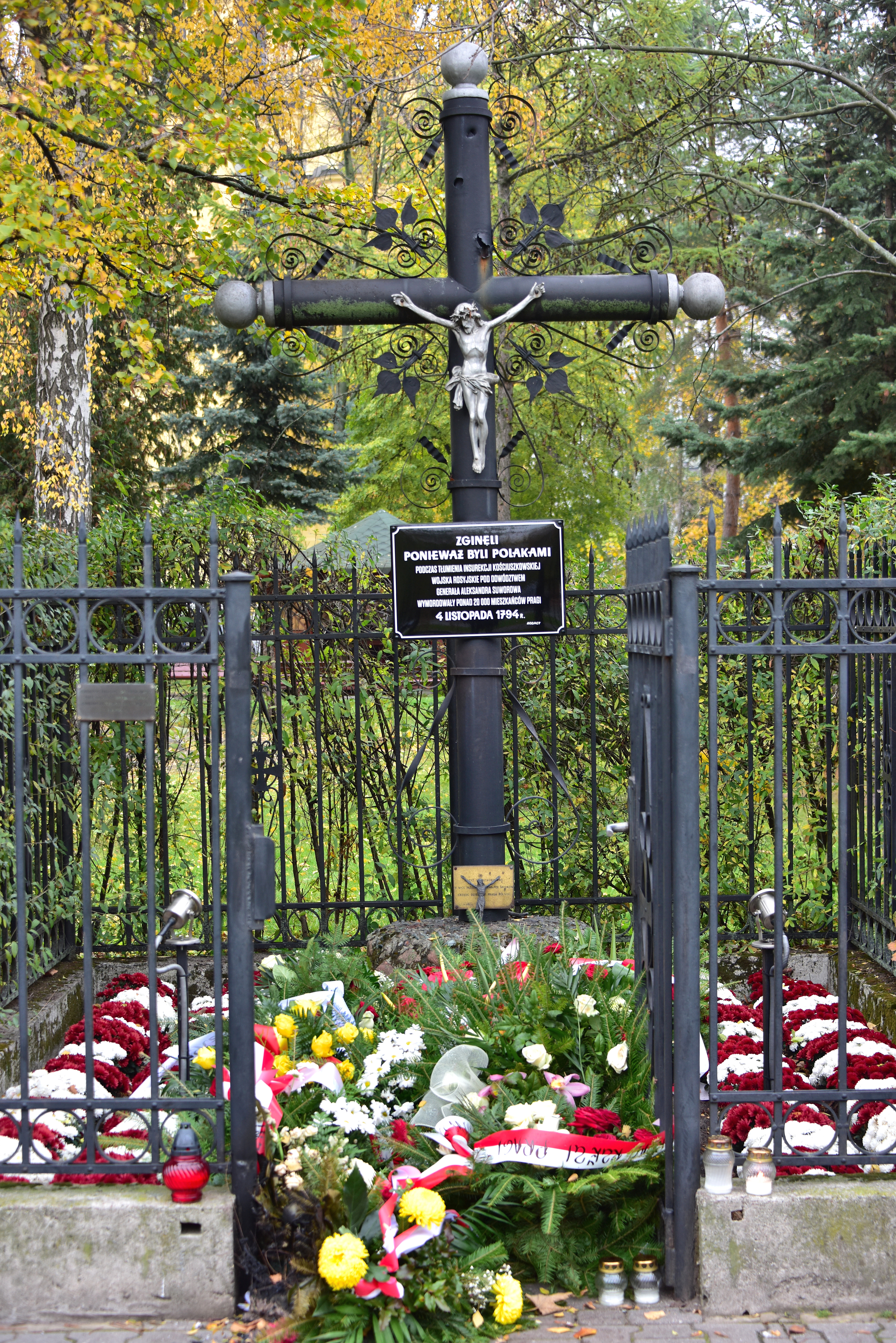
Krzyż przy ul. Jagiellońskiej upamiętniający pomordowanych w rzezi Pragi

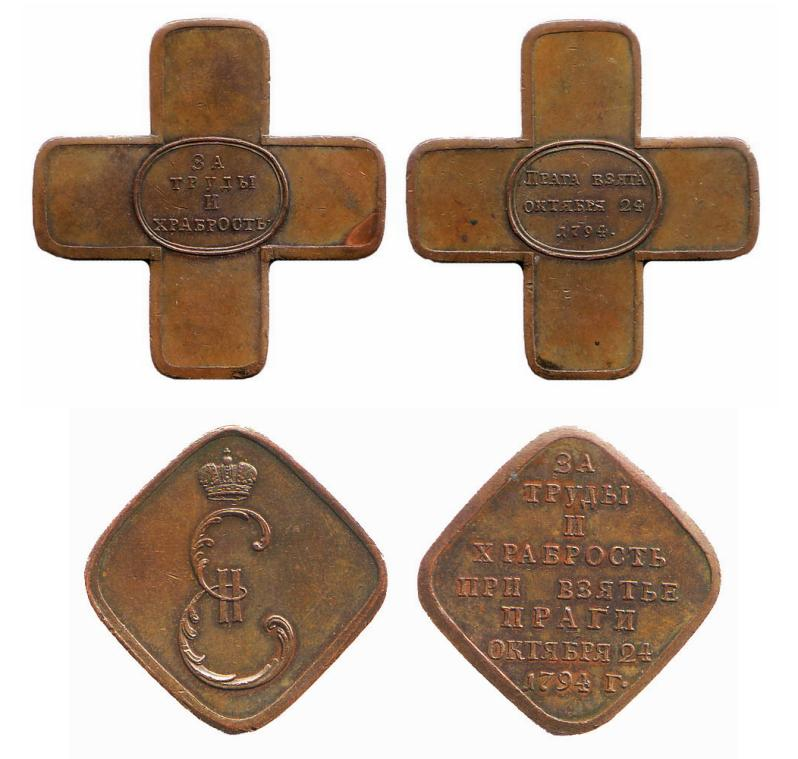
Rosyjski Krzyż za Zdobycie Pragi i poniżej żołnierski Medal za Pragę

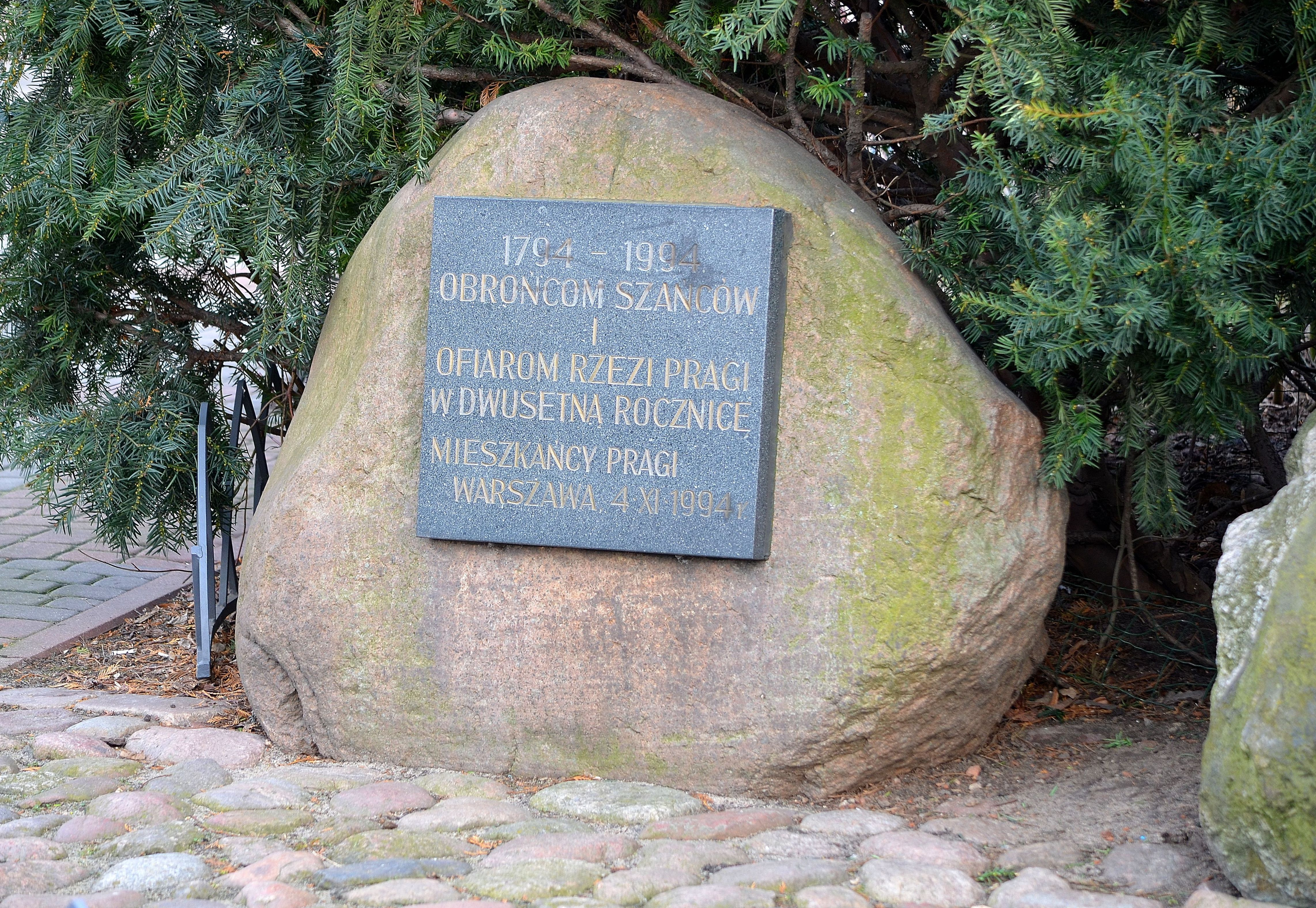
Kamień upamiętniający rzeź Pragi przed bazyliką katedralną św. Michała i św. Floriana w Warszawie

Po przełamaniu oporu obrońców Rosjanie dokonali masakry ludności cywilnej. W wyniku kilkugodzinnej fali mordów życie straciło według szacunków od 5-6 do nawet 20 tysięcy ludzi. Ten akt sterroryzował lewobrzeżną stronę Warszawy i skłonił stolicę do kapitulacji. Wojska powstańcze wycofały się na południe i 5 listopada całe miasto poddało się Rosjanom.
Ambasador brytyjski w Warszawie określił mord na cywilach jako ohydne, niepotrzebne barbarzyństwo. Zwłoki ofiar leżały niepogrzebane jeszcze przez kilka tygodni; do ich uprzątnięcia nowy rosyjski gubernator miasta Friedrich von Buxhoeveden wyznaczył później 200 żołnierzy.
Rosyjscy historycy obciążają odpowiedzialnością za rzeź Kozaków, Suworow miał nakazać zniszczenie mostów, aby uchronić lewobrzeżną Warszawę. Jednak rosyjski oficer służący w armii Suworowa w czasie rzezi Pragi zaznacza, że przyczyną wydania rozkazu zniszczenia mostów była chęć uniknięcia kontrataku wojsk polskich z lewobrzeżnej Warszawy na całkowicie pijane pułki rosyjskie. Jednocześnie według relacji świadków Suworow nie tylko nie podjął działań zapobiegających rzezi, nie ukarał sprawców, ale odniósł spore korzyści z przeprowadzonej masakry, gdy polecił później odtworzenie wąskiej kładki i wpuszczanie z lewobrzeżnej Warszawy rodzin pomordowanych, co zapoczątkowało psychozę strachu wśród cywilnej ludności miasta i przyśpieszyło kapitulację.
Po kapitulacji miasta Suworow wysłał składający się z trzech słów meldunek do carycy Katarzyny II, który dzięki swej lapidarności przeszedł do legendy w rosyjskiej historiografii: „Hura, Warszawa nasza!” (Ура! Варшава наша!), na co cesarzowa odpowiedziała równie lapidarnie: „Hura, Feldmarszałku Suworow!” (Ура! Фельдмаршал Суворов!), co było oznajmieniem awansu Suworowa do stopnia feldmarszałka. Dla uczczenia zwycięstwa Katarzyna II ustanowiła odznaczenie Krzyż za Zdobycie Pragi.

## Upadek insurekcji
O ósmej wieczorem (4 listopada) przybyli na Pragę trzej przedstawiciele magistratu Warszawy – Dominik Borakowski, Franciszek Ksawery Makarowicz i Stanisław Strzałkowski. Mieli oni ze sobą list od króla Stanisława Augusta oraz pismo municypalności, które upoważniało ich do rozmów w sprawie kapitulacji Warszawy.
Po spędzeniu nocy u generała dyżurnego delegaci z rana 5 listopada stanęli przed Suworowem, który przywitał ich przed swoim namiotem.
Pomimo kapitulacji Warszawy wojska rosyjskie wkroczyły do stolicy Polski dopiero 9 listopada, gdyż jakiś czas zajęła naprawa zniszczonego mostu. Ponieważ wojskom polskim nie udało się wywieźć z arsenału całej artylerii, pozostałe działa zagwożdżono. W Warszawie Rosjanie zastali jedynie króla Stanisława Augusta oraz Ignacego Potockiego, który trafił potem do carskiego więzienia. Hugo Kołłątaj i Zajączek uszli z Warszawy do Galicji, gdzie zostali uwięzieni przez Austriaków.
Upadek i rzeź Pragi nie oznaczały jeszcze klęski powstania. Najgorszy był upadek wiary wśród powstańców w dalszy sens walki, wywołany przez całą serię klęsk skoncentrowaną w okresie zaledwie jednego miesiąca, począwszy od Maciejowic, a skończywszy na Pradze.
Cofająca się w kierunku Końskich armia powstańcza topniała z dnia na dzień. Wskutek powszechnej demoralizacji rozchodziły się całe oddziały – powstańcze szeregi porzucali nie tylko szeregowi, ale także oficerowie. Przybywali także wysłannicy armii zaborczych, próbując werbować kościuszkowskich oficerów. Tak było w przypadku generała Dąbrowskiego, do którego przybył pruski trębacz od generała von Kleista z propozycją przejścia na służbę w armii króla Prus.
Przegrana bitwa położyła kres trwającemu od marca powstaniu i była ostatnią bitwą stoczoną przez wojsko Rzeczypospolitej Obojga Narodów. 16 listopada, w Radoszycach, nastąpiła ostateczna kapitulacja insurekcji, na której czele, po przegranej bitwie pod Maciejowicami i wzięciu do niewoli Tadeusza Kościuszki, stał Najwyższy Naczelnik Siły Zbrojnej Narodowej Tomasz Wawrzecki. Tego dnia do Radoszyc przybył generał Denisow. Obok resztek wojska oprócz Wawrzeckiego byli także Dąbrowski, Giedroyć, Giełgud i Niesiołowski. Denisow zaprosił wszystkich do Warszawy na spotkanie z Suworowem, zapewniając, że nie oznacza to wzięcia do niewoli. Poproszono o 2 godziny zwłoki, podczas których rozdzielono posiadane fundusze między żołnierzami. Następnie wszyscy pod konwojem udali się konno do Warszawy.
Do twierdzy Pietropawłowskiej w Petersburgu trafili m.in.: Tadeusz Kościuszko, Julian Ursyn Niemcewicz, Ignacy Potocki, Tomasz Wawrzecki i Jan Kiliński. Na Syberię zesłano ok. 12 tys. jeńców. Skonfiskowano dobra królewskie i prywatne i rozdano je urzędnikom carskim. Katarzyna II wybiła sobie medal z napisem w języku cerkiewnosłowiańskim: Przywróciłam to, co było oderwane. Aleksandr Suworow został mianowany feldmarszałkiem. Niecały rok później dokonano III rozbioru Polski.

## Upamiętnienie
- Dla uczczenia ofiar rzezi ustanowiony został pomnik – metalowy krzyż u zbiegu ul. Jagiellońskiej i al. „Solidarności”,
- Tablica wmurowana w ścianę kościoła Matki Bożej Loretańskiej przy ul. Ratuszowej (w 1994, tj. w 200-lecie wydarzeń),
- Kamień pamiątkowy przed bazyliką katedralną św. Michała Archanioła i św. Floriana Męczennika (także w 1994).
- W 1916 został wybity medal upamiętniający rzeź Pragi[18].